# Gracepoint
Gracepoint è una serie televisiva statunitense del 2014, remake della serie britannica Broadchurch (2013).
Entrambe le serie sono state ideate e sceneggiate da Chris Chibnall, hanno come protagonista maschile David Tennant nei panni di un detective (di nome Emmett Carver in Gracepoint, Alec Hardy in Broadchurch), condividono gli stessi personaggi e la stessa trama di fondo: anche il regista originale (James Strong) ha diretto alcuni episodi della serie USA e praticamente solo la località (Gracepoint al posto di Broadchurch) risulta cambiata.
Al contrario dell'originale Broadchurch (rinnovato per una seconda stagione), la Fox ha cancellato la serie dopo 10 episodi: Gracepoint era stato comunque fin da subito presentato come una "miniserie" televisiva. In Italia è inedita.
Nel cast figura come co-protagonista Anna Gunn e Nick Nolte come guest-star.

## Trama
Gracepoint: la piccola comunità del villaggio marittimo, famoso per l'osservazione e la tutela delle balene, è sconvolta dal ritrovamento del cadavere del dodicenne Danny Solano, figlio di una giovane coppia molto conosciuta in paese. Le indagini sono affidate al detective Carver, che giunge in paese gravemente malato di cuore e con oscuro passato professionale alle spalle: lo affianca, all'inizio con molta riluttanza, la detective Miller, a cui Carver ha sottratto a suo dire il posto che le spettava. Tutta la famiglia di Danny (il padre Mark, idraulico; la madre Beth, distrutta dal dolore; la giovane sorella Chloe) sono interrogati e molti altri personaggi (tra questi, il prete Paul; l'aiutante di Mark, Vince; l'anziano Jack; il sensitivo Raymond) sono più o meno sospettati di avere a che fare con l'omicidio, mentre la stampa (il giovane giornalista Owen; la rampante Renèè che arriva dal San Francisco Globe) monta il caso e complica le indagini. Le vite di ognuno saranno fortemente segnate dall'omicidio di Danny, mentre a poco a poco il cerchio attorno all'assassino si stringe.

## Episodi
| Stagione       | Episodi | Prima TV USA | Prima TV Italia |
| -------------- | ------- | ------------ | --------------- |
| Prima stagione | 10      | 2014         | inedita         |

## Produzione
Le riprese sono iniziate il 28 gennaio 2014 ad Oak Bay,  nella Columbia Britannica, e sono durate fino alla fine di maggio.

## Accoglienza
La serie ha ricevuto recensioni positive e contrastanti da parte della critica, tracciando un paragone sfavorevole con la serie originale del Regno Unito. Sul sito di aggregazione di recensioni Rotten Tomatoes, la serie ha una valutazione del 64% basata su 59 recensioni, con un voto medio di 5,99 / 10. La critica dice: "Mentre può soffrire del paragone al suo predecessore britannico Broadchurch, Gracepoint porta un dramma criminale avvincente, sofisticato ed elegante in televisione con Anna Gunn come una guida autorevole." Su Metacritic, la serie ha un punteggio di 62 su 100, basato su 29 critici, che indica "recensioni generalmente favorevoli". D'altro canto, l'attore principale David Tennant, ha vinto ai People's Choice Awards del 2015 come miglior attore in una nuova serie.